# FC Saint-Louis Neuweg
FC Saint-Louis Neuweg is een Franse voetbalclub uit Saint-Louis, in het departement Haut-Rhin. De club ontstond in 1990 na een fusie tussen FC Saint-Louis en FC Neuweg.

## Geschiedenis
FC Saint-Louis werd in 1911 opgericht. Tijdens de Tweede Wereldoorlog speelde de club in de competitie van de Gauliga Elsaß onder de Duitse benaming FC Sankt-Ludwig.
FC Neuweg werd in 1929 opgericht. De fusieclub speelde lange tijd in de DH Alsace en promoveerde in 2009 naar de CFA 2. In 2015 promoveerde de club zelfs naar de CFA (vanaf 2017 Championnat National 2). In 2018 degradeerde de club. In 2022 zakte de club uit de nationale reeksen. 